# ذبیح بهروز
ذبیح‌الله بهروز ساوجی (۲۶ تیر ۱۲۶۹ – ۲۱ آذر ۱۳۵۰) نویسنده، شاعر، زبان‌شناس، نمایشنامه نویس و پژوهشگر فرهنگ ایرانی بود.

## زندگی
ذبیح‌الله بهروز، فرزند میرزا ابوالفضل ساوجی، به سال ۱۲۶۹ در تهران زاده شد. وی تحصیلاتش را با مکتب‌خانه آغاز کرد. برای ادامهٔ تحصیل به مدرسهٔ آمریکایی رفت. پس از آن برای تکمیل علوم ادبی و عربی به قاهره رفت و ده سال در آنجا ماند. سپس به انگلستان رفت و در آن جا دستیار ادوارد براون و رنالد نیکلسن شد و به تدریس پرداخت. پس از چندی به آلمان رفت و از آن جا به ایتالیا و سپس به ایران بازگشت. از سال ۱۳۰۲ تا زمان بازنشستگی در دارالفنون، دانشکده افسری و مدرسه عالی بازرگانی تدریس می‌کرد.
ذبیح بهروز از نخستین کسانی بود که در شیوهٔ تحقیق ایران‌شناسان غربی شک کرد و برخی اشتباهات و شاید غرض‌ورزی‌های آن‌ها را متذکر شد. در ستاره‌شناسی و گاهشماری در ایران باستان مطالعات گسترده‌ای به عمل آورد و نظرهای علمی جدیدی مطرح کرد.
بهروز با دیدگاهی بر مبنای تئوری توطئه، مانویان را به‌عنوان بزرگ‌ترین دشمنان فرهنگ و تمدن ایران در طول تاریخ می‌داند. به عقیدهٔ او مانوَیان در ابتدا در صحراهای مغولستان و عربستان می‌زیسته و با توطئه‌چینی‌های خود راه را برای یورش اعراب و مغولان به ایران هموار ساخته‌اند. بهروز فتح ایران به‌دست اسکندر را را افسانه‌ای ساخته و پرداختهٔ غربی‌ها می‌پندارد.
بهروز در ایران، مدتی کوتاه رئیس حسابداری شرکت نفت، مدّتی کارمند وزارت دارایی و مدت کوتاهی استاد دارالفنون بود و چند باری هم مترجم رضا شاه. اما سرانجام استاد دانشکدهٔ هواپیمایی شد و با درجهٔ سرتیپی همردیف بازنشسته و رئیس افتخاری کتابخانهٔ باشگاه افسران شد.
بهروز چند نمایشنامه نوشته که چندتای آنها چاپ شد، در انگلیس بازیگر صحنه بود و در ایران هم چند بار در باشگاه افسران به روی صحنه رفت.

## انجمن ایران ویج
بهروز، برای ترویج اندیشه‌هایش، با یاری دو تن از پیروان خود، محمد مقدم و صادق کیا (که بعدها، اولی استاد زبان پارسی باستان و دومی استاد زبان پارسی میانه در دانشگاه تهران شدند)، انجمن «ایران ویج» را بنیان نهاد. این انجمن نشریه‌ای داشت با فرنام «ایران کوده».
ذبیح بهروز در ۲۱ آذر ۱۳۵۰ در تهران درگذشت.

## آثار
- آیین بزرگی
- معراج نامه (با نام مستعار ابن دیلاق)
- تقویم سیصد و پنجاه سالهٔ مانویان (چاپ نشده)
- تقویم نوروزی شهریاری
- تقویم و تاریخ در ایران
- جیجک علیشاه
- خط و فرهنگ
- خواندن و نوشتن در دو هفته[۸]
- در راه مهر
- در راه مهر ج. ۲ (چاپ نشده)
- زبان ایران، فارسی یا عربی
- شاه ایران و بانوی ارمن
- شب فردوسی
- فرهنگ کوچک تازی به فارسی
- منتخبات دیوان حافظ
- منظومه گند بادآورد